# Osnago
Osnago is een gemeente in de Italiaanse provincie Lecco (regio Lombardije) en telt 4556 inwoners (31-12-2004). De oppervlakte bedraagt 4,4 km², de bevolkingsdichtheid is 1089 inwoners per km².

## Demografie
Osnago telt ongeveer 1899 huishoudens. Het aantal inwoners steeg in de periode 1991-2001 met 16,0% volgens cijfers uit de tienjaarlijkse volkstellingen van ISTAT.
| Jaar | Inwoneraantal |
| ---- | ------------- |
| 1991 | 3755          |
| 2001 | 4357          |

## Geografie
Osnago grenst aan de volgende gemeenten: Carnate (MI), Cernusco Lombardone, Lomagna, Merate, Missaglia, Montevecchia en Ronco Briantino (MI).

## Externe link

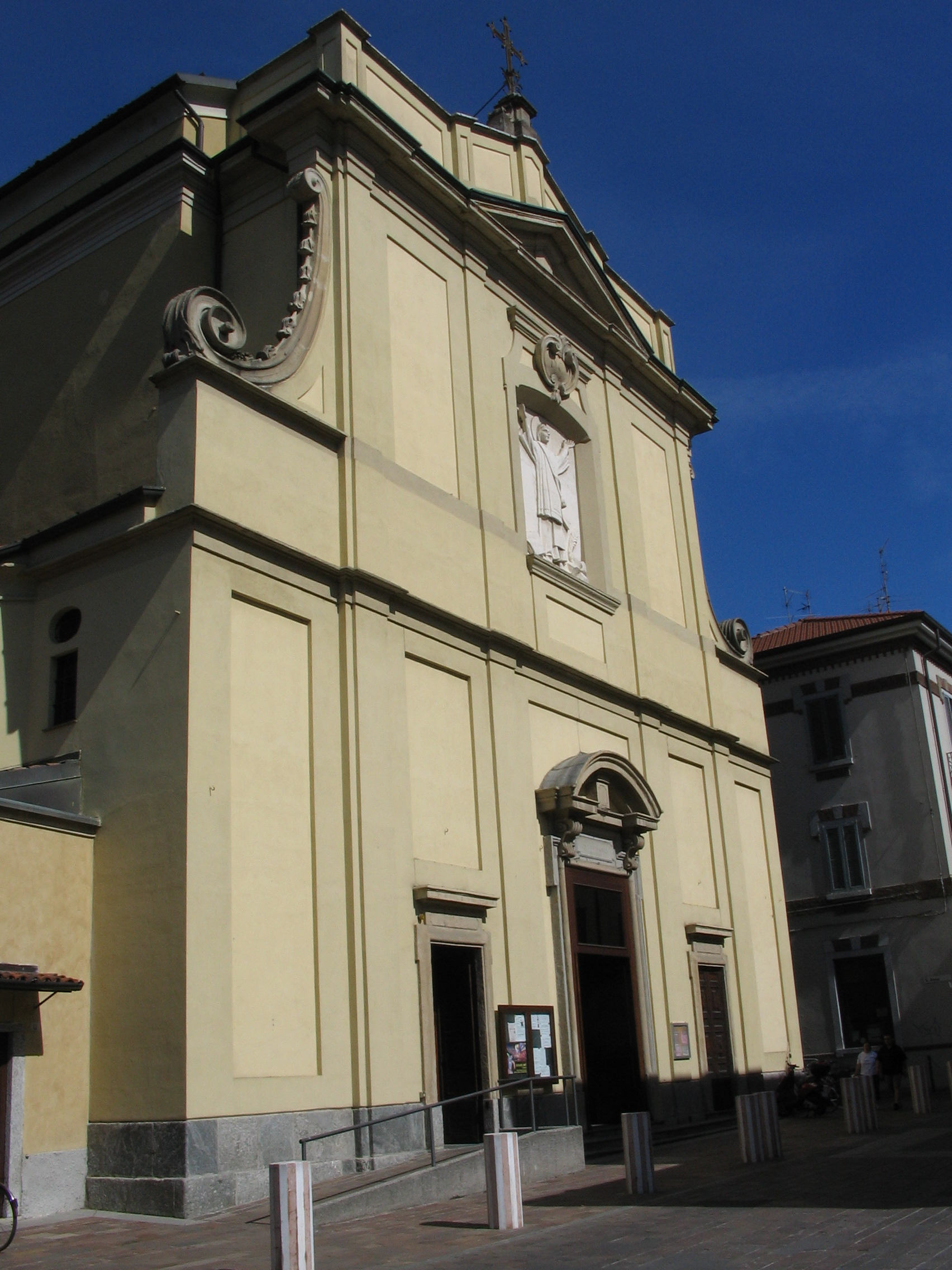
Kerk